# Karel Klančnik
Karel Klančnik, slovenski smučarski skakalec in trener, * 13. april /30.maj 1917, Mojstrana, † 8. december 2009.
Klančnik je za Jugoslavijo nastopil na Zimskih olimpijskih igrah 1948 in 1952. Leta 1948 je osvojil 23., leta 1952 pa 29. mesto. Na turneji štirih skakalnic je leta 1953 osvojil sedemnajsto mesto 6. januarja v Innsbrucku in trinajsto mesto 11. januarja v Bischofshofnu. Po končani karieri je deloval kot trener mladinske reprezentance in zvezni trener jugoslovanske skakalne reprezentance. Umrl je leta 2009 v 93. letu starosti kot drugi najstarejši slovenski olimpijec.